# NGC 5964
NGC 5964 (również IC 4551, PGC 55637 lub UGC 9935) – galaktyka spiralna z poprzeczką (SBcd), znajdująca się w gwiazdozbiorze Węża. Odkrył ją John Herschel 24 kwietnia 1830 roku.